# Hippasella
Hippasella is een geslacht van spinnen uit de familie wolfspinnen (Lycosidae).

## Soorten
De volgende soorten zijn bij het geslacht ingedeeld:
- Hippasella alhue Piacentini, 2011
- Hippasella arapensis (Strand, 1908)
- Hippasella guaquiensis (Strand, 1908)